# Out Stack

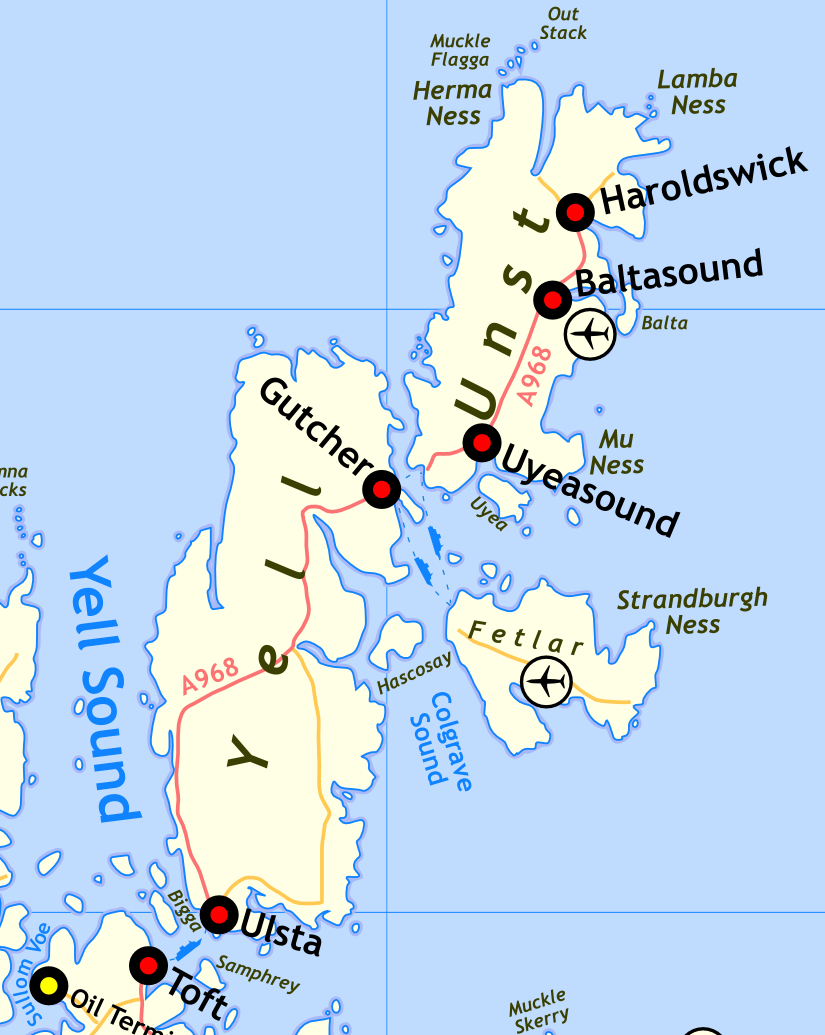
Out Stack på kartan norr om Unst, Shetlandsöarna.

Out Stack är en klippö i den brittiska ögruppen Shetlandsöarna., Out Stack, lokalt kallad Ootsta, är Skottlands och således Storbritanniens nordligaste punkt. Norr om ön möter man inget land utmed sträckan upp till Nordpolen.
Out Stack ingår i naturreservatet Hermaness tillsammans med intilliggande Muckle Flugga och landtungan Hermaness. Mer information om reservatet finns SNH:s publicering, The Story of Hermaness National Nature Reserve (engelska).